# Jaguar Mark X

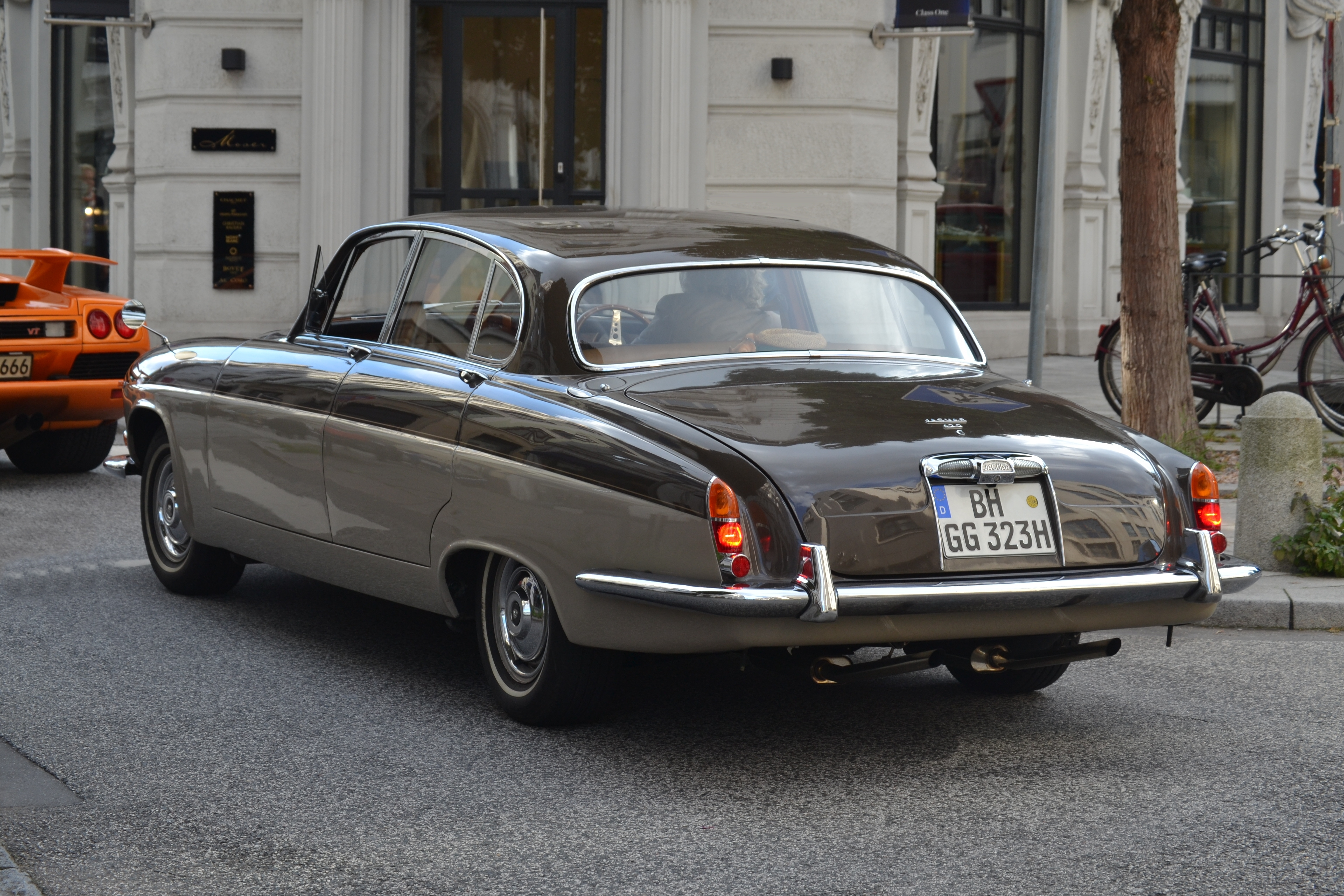
Heckpartie (420G)

Der Jaguar Mark X (ab 1966: 420 G) ist eine viertürige Limousine der Oberklasse, die Jaguar im Herbst 1961 als Nachfolger des Jaguar Mark IX auf den Markt brachte.
Der Jaguar Mark X besaß den Sechszylinder-Reihenmotor des E-Type mit 3781 cm³ Hubraum mit 87 mm Bohrung, 106 mm Hub und 198 kW (265 bhp) bei 5500 1/min. Der Motor produzierte ein Drehmoment von 360 Nm bei 4000 1/min. Über ein Viergang-Getriebe von Moss mit Mittelschaltung trieb dieser die Hinterräder an und verhalf der Limousine zu einer Höchstgeschwindigkeit von 198 km/h. Wahlweise waren auch ein Overdrive oder eine Dreigang-Getriebeautomatik erhältlich. Die selbsttragende Karosserie war vollkommen neu konstruiert worden, so dass der Wagen flacher und gestreckter wirkte. Die Front war mit Doppelscheinwerfern versehen, der Kühlergrill stark nach vorne geneigt. Bis 1964 wurden 12.971 Exemplare hergestellt.
Im Herbst 1964 erhielt der Mark X parallel zum E-Type einen auf 4235 cm³ Hubraum vergrößerten Motor mit 92,07 mm Bohrung und 106 mm Hub, der bei gleicher Nennleistung bei 5400 1/min ein höheres Drehmoment von 390 Nm bot. Zu den weiteren Änderungen gehörte ein Kühllüfter mit Viskose-Kupplung, der bei etwa 2500 1/min auskuppelte und damit nur noch ca. 2 PS benötigte. Beim 3,8 Liter war der Lüfter stets im Dauerbetrieb und benötigte so bis zu 15 PS der Motorleistung. Ein Jaguar eigenes Viergang-Synchrongetriebe löste das Moss-Getriebe ab. Bei dem Automatikgetriebe von BorgWarner gab es einen Wechsel vom Typ DG zum B, mit dem erstmals die Beschleunigungszeiten um 0,5 Sekunden unter dem eines Fahrzeuges mit Schaltgetriebe lagen.
1966 wurde das Modell in 420 G umbenannt. Nachdem das ab 1968 angebotene Nachfolgemodell XJ6 ab 1970 in höherer Stückzahl produziert wurde, wurde die Produktion des 420G in diesem Jahr eingestellt.
Die auf der Technik des 420 G aufbauende Chauffeurlimousine Daimler DS420 wurde von 1968 bis 1992 gebaut. Der Radstand des DS 420 wurde um 530 mm gegenüber dem Jaguar 420 G verlängert. Die speziellen Karosserieteile wurden bei Motor Panels gefertigt. Bei Vanden Plas wurde die Lackierung aufgebracht sowie der Einbau der Lederausstattung vorgenommen. Der Motor wurde nur noch von zwei SU-Vergasern gespeist. Beim Jaguar waren es stets drei Vergaser. DS-Fahrzeuge gab es ausschließlich nur mit Automatikgetriebe und mit einer Varamatic Servolenkhilfe.

## Produktionszahlen Jaguar Mark X
Gesamtproduktion 24.753 Fahrzeuge von 1962 bis 1970
|                   | Jahr | 1962  | 1963  | 1964  | 1965  | 1966  | 1967  | 1968  | 1969  | 1970 | Summe  |
| ----------------- | ---- | ----- | ----- | ----- | ----- | ----- | ----- | ----- | ----- | ---- | ------ |
| Jaguar Mark X 3,8 |      | 4.021 | 6.735 | 2.215 |       |       |       |       |       |      | 12.971 |
| Jaguar Mark X 4,2 |      |       |       | 315   | 3.189 | 2.187 | 3     |       |       |      | 5.694  |
| Jaguar 420 G      |      |       |       |       |       | 435   | 1.721 | 1.695 | 1.582 | 655  | 6.088  |
| Summe             |      | 4.021 | 6.622 | 2.530 | 3.189 | 2.622 | 1.724 | 1.695 | 1.582 | 655  | 24.753 |

Von den Jaguar Mark X 3.8 waren 3846 Linkslenker und 9125 Rechtslenker.
Von den Jaguar Mark X 4.2 waren 1960 Linkslenker und 3719 Rechtslenker.
Von den Jaguar 420 G waren 1014 Linkslenker und 5074 Rechtslenker.